# Teupah Selatan
Teupah Selatan (ind. Kecamatan Teupah Selatan) – kecamatan w kabupatenie Simeulue w okręgu specjalnym Aceh w Indonezji.
Kecamatan ten znajduje się we wschodniej części wyspy Simeulue, obejmując także mniejsze wyspy w jej pobliżu, w tym Pulau Babi, Pulau Batu Belahir i Pulau Lasia. Od zachodu graniczy z kecamatanem Simeulue Timur.
W 2010 roku kecamatan ten zamieszkiwało 8 422 osób, z których wszystkie stanowiły ludność wiejską. Mężczyzn było 4 280, a kobiet 4 142. 8 410 osób wyznawało islam.
Znajdują się tutaj miejscowości: Alus Alus, Ana Ao, Badegong, Batu Ralang, Blang Sebel, Kebun Baru, Labuhan Bajau, Labuhan Bakti, Labuhan Jaya, Lataling, Latiung, Pasir Tinggi, Pulau Bengkalak, Seuneubok, Suak Lamatan, Trans Baru, Trans Jernge, Trans Maranti, Ulul Mayang.